# Ermolao Asinari di San Marzano
Ermolao Asinari di San Marzano (Costigliole d'Asti, 14 agosto 1800 – Torino, 15 ottobre 1864) è stato un politico e diplomatico italiano.

## Biografia
Nacque a Costigliole d'Asti il 14 agosto 1800, figlio del marchese Filippo Antonio e di Polissena della Chiesa di Cinzano; era pertanto fratello, tra gli altri, di Britannio e Carlo Emanuele. Volontario presso l’avvocatura generale, pur non essendo implicato direttamente nei disordini, nel 1821 risultava che frequentasse pessime compagnie politiche al Caffè delle Indie.
Tenuto sotto controllo dalla polizia, ciò non gli impedì di intraprendere come il padre la carriera diplomatica, e il suo primo incarico fu alla Corte di Spagna come segretario di legazione del ministro Clemente Solaro della Margarita. Passò quindi all’ambasciata di Vienna, che resse interinalmente per qualche tempo all’inizio degli anni trenta del XIX secolo, cercando invano di dissuadere l'Imperatore e il Metternich dalla neutralità nelle vicende di Francia (aprile 1832).
Destinato come ministro alla legazione piemontese presso il Regno di Baviera (1835), andò al convegno di Toeplitz (27 settembre-4 ottobre 1835) come osservatore piemontese. Fu inviato straordinario e ministro plenipotenziario nel Regno delle Due Sicilie tra l'8 e il 30 maggio 1838, quando venne trasferito al Regno dei Paesi Bassi uniti rimase nei Paesi Bassi fino al 12 aprile 1841 quando fu trasferito nel Regno delle Due Sicilie. A Napoli redasse una serie di rapporti, nei quali analizzò tutte le istituzioni napoletane e individuò non poche delle cause della prossima crisi della monarchia borbonica.
Negoziò e concluse, il 7 febbraio 1846, un trattato di commercio e navigazione tra il Regno di Sardegna e quello delle Due Sicilie e mantenne cordiali i rapporti tra i due regni. Quando Solaro Della Margarita fu destituito dalla carica di Ministro degli Esteri, assunse tale dicastero il 25 ottobre 1847. Durante l’incarico si mostrò poco incline alla trasformazione dello Stato, in quanto non era liberale e temeva la guerra all'Impero austriaco, ma era troppo realistico per non piegarsi a ciò che stava accadendo, e non riconoscere la necessità di una costituzione per salvare la monarchia sabauda e dominare gli avvenimenti. Tuttavia tentò limitare la libertà di stampa nei verbali sullo Statuto Albertino e, appena lo ebbe controfirmato, si dimise dall’incarico il 10 marzo 1848. Nominato senatore il 3 maggio successivo, fu membro della Commissione incaricata di studiare la proposta di istituire una cattedra in Scienza consolari e diplomatiche nel corso del 1850. Si spense a Torino il 15 ottobre 1864. Venne sepolto nella cripta della chiesa di Nostra Donna di Loreto di Costigliole d'Asti, accanto al mausoleo marmoreo eretto in memoria del padre.
Sposato con Maria Barbara De Sigray, la coppia ebbe nove figli: Filippo, Britannio, Giuseppe, Carlo Alberto, Giovanni, Polissena, Domenica Maria, Luigi, Ermolao.

### Annotazioni
1. ↑  Acuto osservatore, lasciò eccellenti rapporti sulle condizioni dell'impero asburgico.
2. ↑  Secondo il Solaro perché lo si sapeva inclinato a politiche mutazioni, secondo altri testimoni dell’epoca proprio perché era considerato una creatura di Solaro.
3. ↑  Oltre a lui tale commissione era composta dai senatori Coriolano Malingri di Bagnolo, Lodovico Sauli d'Igliano, Pietro Gioja, Federigo Sclopis di Salerano (relatore).

### Fonti
1. 1 2 3 4 5 6 7  http://www.treccani.it/enciclopedia/asinari-di-san-marzano-ermolao_(Dizionario-Biografico)
2. 1 2 3 4 5  Almanaco di corte per l’anno 1846, p. 159.
3. 1 2  Dias 1847, p. 57.
4. ↑  Dias 1847, p. 58.
5. 1 2  Cardoza 1999, p. 46.
6. ↑  Pene Vidari 2010, p. 24.